# Adam Air Flight 574
Adam Air Flight 574 var en flygning mellan Surabaya, Java och Manado, Sulawesi, Indonesien. Flygplanet, en Boeing 737-400, med registrering PK-KKW, försvann i närheten av Polewali i Sulawesi och havererade där.

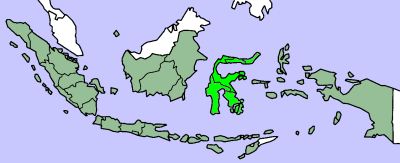
Ön Sulawesi markerat i ljusgrön färg.

Planet lyfte 1 januari 2007, klockan 13.00 lokal tid, med 96 passagerare (85 vuxna, 7 barn och 4 spädbarn) samt sex besättningsmedlemmar. Alla passagerare var indoneser förutom tre stycken som var en amerikansk familj. Planet erfor ganska snart stormigt väder och hann sända en nödsignal innan all kontakt försvann. Typen av nödsignal indikerar att det är stor risk att planet har förolyckats eller nödlandat. Flygplanets sista kontakt med flygledningen skedde kl. 14.07 då planet befann sig något söder om Sulawesi. Planet försvann sedan från radarn på en höjd av cirka 10 700 meter (35 000 fot).
Flygplanet, en Boeing 737-400, registrering PK-KKW, var ungefär 18 år gammalt och använts av åtta olika flygbolag under sin livstid. Planet hade 45 371 flygtimmar och fick senast underhåll och flyggodkännande 25 december 2006.
2 januari rapporterade de indonesiska myndigheterna att flygplanet hade hittats på ön Sulawesi vilket senare, under samma dag, dementerades. Senare under månaden hittades enskilda vrakdelar.
Den 24 januari rapporterades det att den svarta lådan lokaliserats på ungefär 1700 meters djup.
Det som föranledde orsakerna till olyckan var planets defekta tröghetsnavigeringssystem som flög planet i fel riktning, men piloternas agerande var den direkta orsaken till olyckan. Systemet hade haft många klagomål sedan tidigare utan att problemet hade åtgärdats. Piloterna försökte sedan flyga planet själva genom att ändra autopilot-inställningen från "nav" till "altitude". Piloterna skulle då enligt manualen hålla en rak och plan flygning tills flyginstrumenten startat om (runt 30 sekunder), vilket de inte gjorde. Planets autopilot kopplades då ur helt, och planet gick då tillbaka till sin naturliga tendens att luta åt höger. Planet började snart dyka mot marken. Piloterna missade sedan att jämna ut vingarna innan de försökte lyfta planet för att komma ut ur störtdykningen.